# Antartic
Antartic är ett franskt företag grundat 1981 i Saint Martin d’Abbat. Företaget är inriktat på produktion av icke-alkoholhaltiga drycker och innehar 5-8 % på sitt område inom den franska marknaden. Inom företaget arbetar 240 personer och tillverkar 300 miljoner liter dryck varje år.

## Produkter i urval
- Look Cola
- Saint Martin d'Abbat
- Baxter
- Paquito
- Marutéa
- Garden Fruits